# Danielle Florens
Marie Thérèse Juliette Danielle Florens (* 7. November 1964) ist eine französische Botanikerin und Sportlerin aus Mauritius, die sich auf das Studium der Farne spezialisiert hat. Sie ist auch Kuratorin, Lehrerin, Taxonomin und Forscherin. Ihre Arbeit ist hauptsächlich auf die Taxonomie der Gefäßsporenpflanzen (Pteridophyta) ausgerichtet, mit Schwerpunkt auf die Familie Cyatheaceae und insbesondere auf die Gattung Cyathea. Sie unternahm botanische Expeditionen nach Italien, auf die Komoren, Madagaskar, Réunion und Tahiti. Ihr botanisches Autorenkürzel lautet „Florens“.

## Leben
Florens ist die ältere Schwester des Ökologen und Naturschützers Vincent Florens (* 1971). Im Jahr 1985 erwarb sie einen B.Sc. in Botanik und Geographie an der Universität von Südafrika. Von 1987 bis 2003 arbeitete sie als technische Assistentin für das Mauritius Sugarcane Industry Research Institute (MSIRI) in der Abteilung für Agrarwissenschaften und Unkrautbekämpfung und wechselte nach ihren Studien über die lokale Flora zum Mauritius Herbarium.
Im Oktober 1999 absolvierte sie ein Botanik-Praktikum am Missouri Botanical Garden, wo sie als Teil des multidisziplinären Teams von Steven M. Goodman mit France Rakotondrainibe an Farnen arbeitete.
Florens führte akademische und wissenschaftliche Tätigkeiten im Labor für Phytomorphologie an der École Pratique des Hautes Études des Muséum national d’histoire naturelle in Paris durch. Seit 2013 ist sie Vertretungslehrerin in Grundschulen im australischen Bundesstaat Queensland.
Florens ist Mitglied der Société Botanique de France.

### Sport
Neben ihren wissenschaftlichen Arbeit betätigte sich Florens auch als Langstreckenläuferin, Duathletin und Triathletin. So nahm sie 2001 am Powerman in Pretoria teil und gewann 2002 den Ironman Malaysia sowie 2004 den Powerman Malaysia.